# 珀普萊克斯嶺
珀普萊克斯嶺（英語：Perplex Ridge）是南極洲的山嶺，位於葛拉漢地南部的法利埃海岸，處於普爾夸帕島西北部，海拔高度超過915米，在1909年由讓-巴蒂斯特·夏古率領的法國探險隊發現和繪入地圖，現時由南極條約體系管理。